# Соккатхап
Соккатхап (Пагода Сакьямуни) — каменная пагода в городе Кёнджу, Южная Корея. Расположена в храме Пульгукса. 12 декабря 1962 года Соккатхап была включена в список Национальных сокровищ Кореи под номером 21.
Высота пагоды — 8,2 метра, она стоит рядом с Таботхап, другой известной пагодой храма Пульгукса. Строительство было завершено предположительно в 751 году, вместе с окончанием строительства всего храма.

## Описание
Внешне Соккатхап очень непохожа на вторую пагоду Пульгукса — она отличается простым дизайном, а отношение высот трёх её этажей составляет пропорцию 4:3:2, что делает её визуально более сбалансированной. Контраст между изысканностью Таботхап и простотой линий Соккатхап представляют два начала — Небо и Землю. Простота линий дополняется тем, что пагода практически лишена украшений или орнаментов. Однако она окружена восемью каменными цветками лотоса. Верхушка пагоды была добавлена к конструкции в 1973 году.

## Сооружение
Считается, что пагода была построена Асадалем, строителем из Пэкче. По преданию он отправился на строительство в Кёнджу, оставив дома молодую жену. Женщина очень любила своего мужа и отправилась за ним следом, однако вход в храм, где работал Асадаль, был закрыт для неё, так как работа не закончилась. Последовав совету старого монаха, женщина стала усердно молиться, пытаясь разглядеть изображение своего мужа в глади пруда с лотосами. Много дней и ночей провела она там, пока однажды утром не посмотрела в сторону пруда и увидела пагоду. Она стала звать мужа и бросилась в пруд. Однако это была другая пагода, Таботхап, и женщина утонула. Закончив Саккотхап, Асадаль узнал о происшедшем и, не в силах вынести горя, бросился в тот же самый пруд. Так как жене Асадаля так и не удалось увидеть творение мужа, иногда Саккотхап называют Пагодой, не отбрасывающей тени.